# マロスのクラテス
マロスのクラテス（Crates of Mallus、Kratēs Mallōtēs、紀元前2世紀頃）とは、古代ギリシア語の文法学者、ストア派哲学者で、ペルガモンの文芸学校長及び図書館長を務めた。ホメーロスの評論で名を馳せた他、世界最古の地球儀を作製した事でも知られる。生没年不詳。

## 来歴
キリキア（現地中海地方東部）のマロスに生まれ、タルススで育つ。その後ペルガモンに移り、エウメネス2世及びアッタロス2世の庇護を受けつつ糊口を凌いだ。
文法学ではペルガモン学派を創始し、ペルガモンの図書館長に就任。門弟にはヘルミアス やマルスのゼノドトス、バビロンのヘロディコスがいる。
紀元前168年にエウメネスか、紀元前159年にアッタロスの大使としてローマを訪問。その際、蓋の開いた下水溝に転落し足を折ってしまったため、暫くは同地への滞在を余儀無くされる。文法研究や古代ローマ帝国批判を初めて行ったのは、この時期の事であった。

## 業績
評論と文法との峻別を行い、後者については前者に従属するとの立場を採った。クラテスによると、評論とは文芸に関する物全てを研究しなければならないという。これは、文法学者が言語の規則に従い特定の一節の意味を明確にし、テクストや韻律、抑揚などを決める唯一の存在であったためである。
サモトラケのアリスタルコスと同様、ホメロスの諸著作には最も注意を払っていた事から、「ホメリコス」（Homerikos）という渾名が付けられた。就中イーリアスやオデュッセイアに関する注解を書いており、一部は同時代の作家により引用される事となる。
一方、アレキサンドリア学派の領袖であったアリスタルコスを強く批判。注解に関しては比喩的な仮説を唱える事が多く、ホメロスは詩を通じて科学的ないしは哲学的な真実を伝えようとしたのでは、と主張した。
ホメロス関連の業績以外にも、ヘーシオドスの『神統記』やエウリピデス、アリストファネスらについての論評を執筆。また、アッティカ方言、地理学、自然史並びに農業に関する著作も残しているが、現存する物は極めて少ない。

## クラテスの地球儀

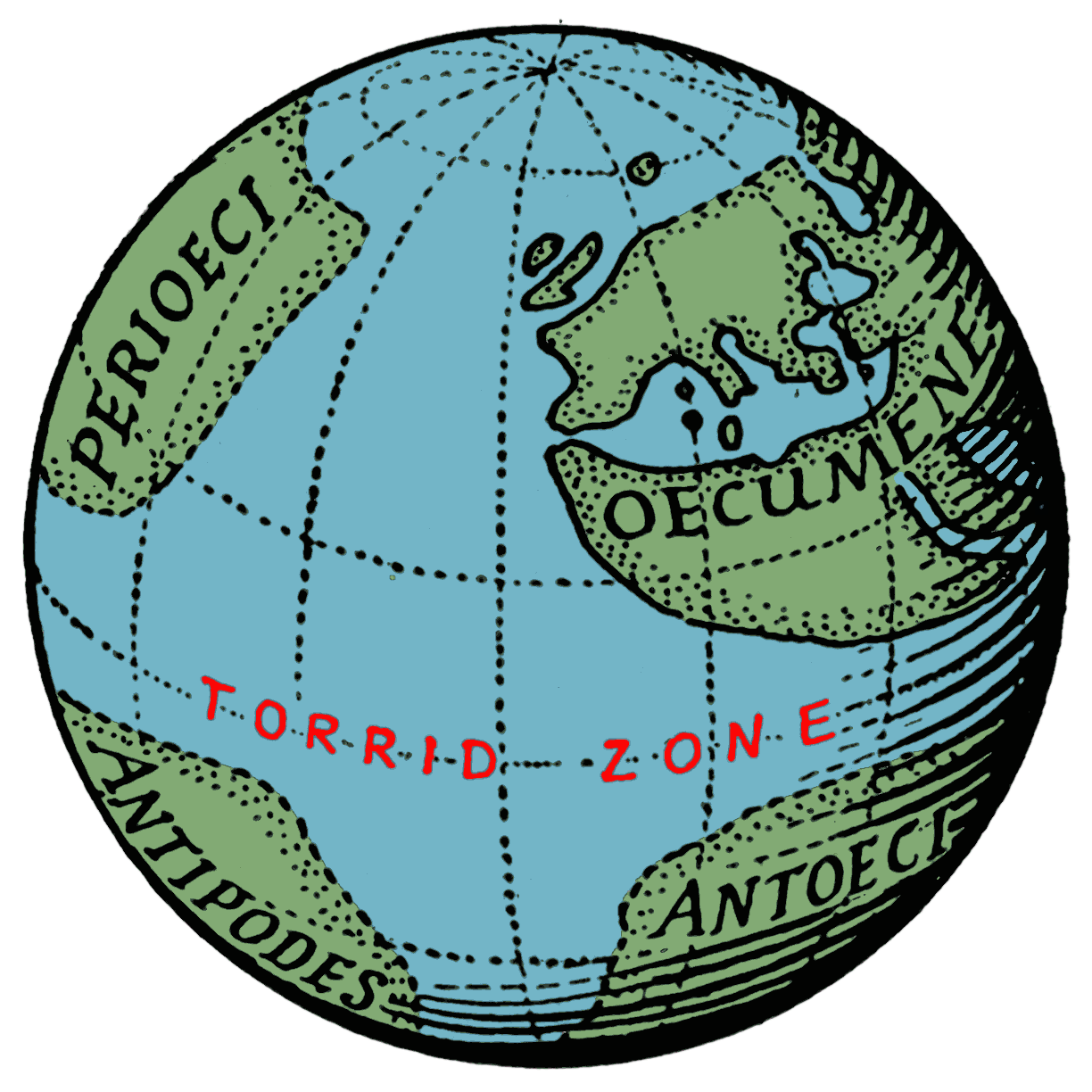
マロスのクラテスの地球儀（紀元前150年頃）

ストラボンによると、クラテスが地球儀を世界で初めて考案したとして、次のように述べている。

その後、世界を5つの気候区に分類する理論が登場すると、クラテスは熱帯がオーケアノスに占領されており、同地に住んでいる人を類推によって想像出来るとして、次のように論述。